# باكورة جبل صهيون
⁨⁨باكورة جبل صهيون⁩⁩ مجلة مدرسية فصلية أُصدرت ثلاث مرات في السنة في القدس، تُعنى بإتاحة المقالات الاجتماعية، المنشورات العلمية والروايات الفكاهية والأدبية والأخبار المنوعة. كان فرانك ألس صاحب المجلة بصفته مدير مدرسة صهيون الإنكليزية (تُعرف بمدرسة الأسقف غوبات). صدرت المجلة في عام 1905م بنسختها الخطية والذي كان محررها توفيق زيبق ومن ثم إلياس مرمورة عام 1907م. أغلقت المجلة أبوابها خلال فترة الحرب العالمية الأولى. بعد انتهاء الحرب، صدرت المجلة من جديد، ولكن هذه المرة بشكل مطبوع، وبدأ طلاب الصف السادس بتحريرها وكان رئيس تحرير المجلة هو عساف جريس وهبة. بينما كانت تصدر المجلة بشكل خطي، صدرت 10 مرات في السنة وكان الطلاب يقومون بتجميعها على هيئة كتاب ومن ثم يقدمونها كهدية للمدرسة في آخر الفصل الدراسي.